# 2460 Mitlincoln
2460 Mitlincoln је астероид главног астероидног појаса са средњом удаљеношћу од Сунца која износи 2,256 астрономских јединица (АЈ).
Апсолутна магнитуда астероида је 12,5.